# Chirurgia della tiroide

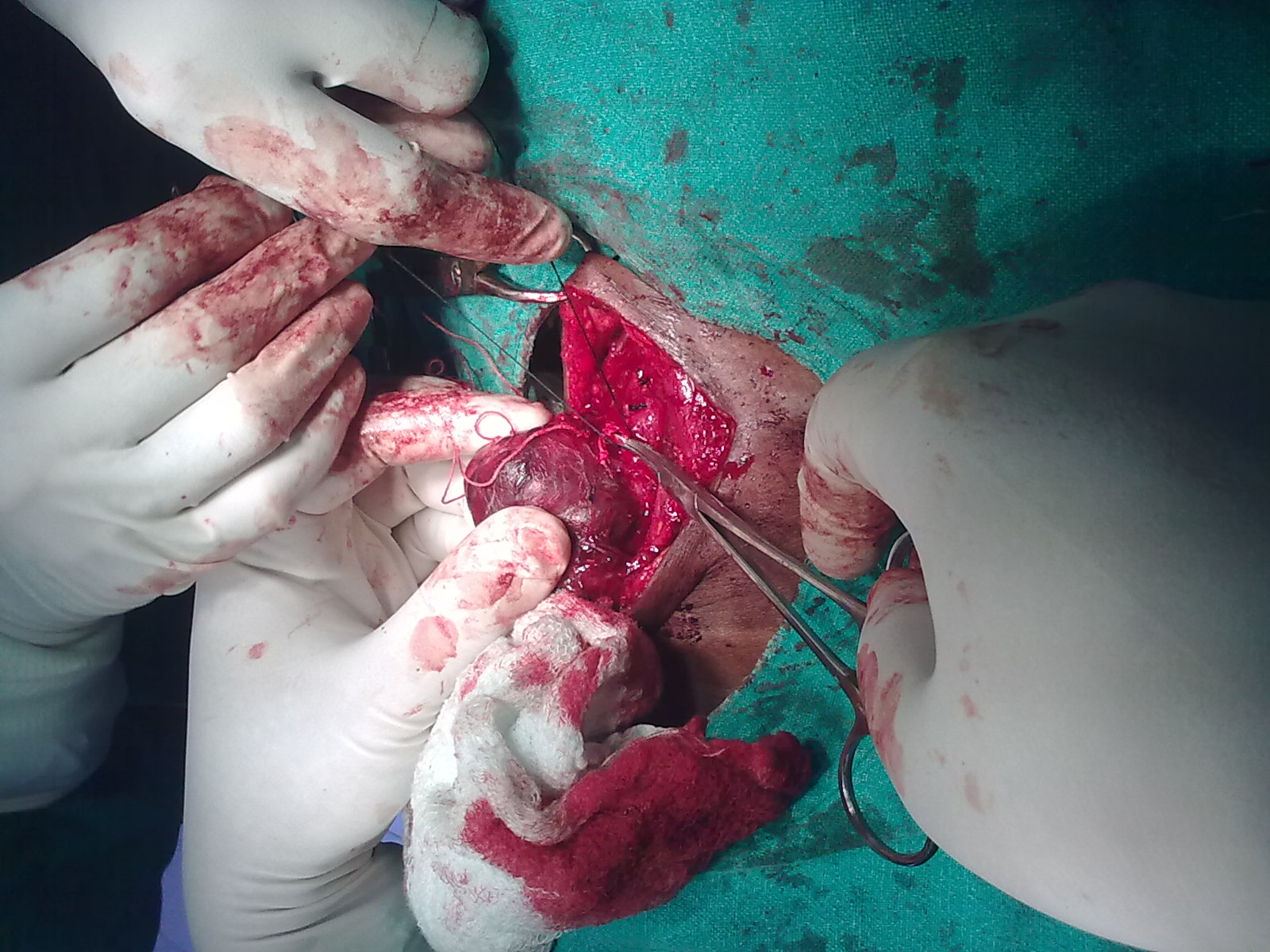

La chirurgia della tiroide è quella branca specialistica della chirurgia generale che si occupa di interventi sulla tiroide.

## Storia
La nascita della moderna chirurgia della tiroide va fatta risalire a Theodor Kocher (1841-1917), che per primo eseguì con successo una tiroidectomia totale nel 1873. A Kocher si deve non solo l'introduzione di una tecnica chirurgica, con un tasso di mortalità estremamente basso per quei tempi, ma anche la definizione di procedure, principi e precetti della chirurgia tiroidea ancora attuali: legatura dei vasi, preparazione dei nervi ricorrenti, ecc. 
La tiroidectomia è diventato il trattamento chirurgico elettivo vari anni dopo Kocher, quando, con la sintesi e la somministrazione degli ormoni tiroidei, si introdusse una terapia sostitutiva per l'ipotiroidismo conseguente all'operazione.

## Ruolo della chirurgia
La chirurgia viene impiegata con finalità:
- diagnostica: nei casi in cui gli esami preoperatori non consentono di escludere con certezza un tumore maligno.
- profilattica: quando esiste una familiarità per carcinoma midollare, confermata con l'analisi genetica (mutazione del protoncogene RET).
- terapeutica: in caso di tumore, di tiroidi voluminose (gozzi) e ipertiroidismi non passibili di trattamenti medici.

## Malattie che richiedono un trattamento chirurgico
- Tumori maligni della tiroide[3][5][6]
  - Carcinoma papillifero della tiroide
  - Carcinoma follicolare della tiroide
  - Tumore a cellule di Hürthle
  - Tumore a cellule chiare
  - Tumore mucoepidermoide
  - Carcinoma poco differenziato
  - Carcinoma indifferenziato
- Predisposizione genetica al tumore
  - Mutazione protoncogene RET
- Noduli incerti, non benigni, iperplastici
  - nodulo dominante della tiroide[4]
  - proliferazione follicolare
  - cisti tiroidea
- Gozzo[1][7]
  - diffuso (M. di Basedow)
  - nodulare (tumori maligni, noduli solitari, cisti, proliferazioni follicolari)
  - multinodulare
- Ipertiroidismo[2]
  - Malattia di Basedow o Graves
  - Gozzo nodulare e multinodulare tossico

## L'anestesia
L'anestesia può essere:
- generale: il paziente viene addormentato, respira attraverso un tubo endotracheale;
- locale: il paziente rimane sveglio. L'anestetico locale viene utilizzato per bloccare i nervi del plesso cervicale superficiale e per infiltrare i piani di dissezione.

## Aspetti anatomici
La tiroide è costituita da due lobi a forma di pera uniti da un istmo (dal quale può distaccarsi il lobo piramidale, noto anche come "piramide di Lalouette" o "appendice di Morgagni"). Si trova alla base del collo, “avvolta” attorno alle vie respiratorie (trachea e laringe). Alla faccia posteriore della tiroide sono attaccate le ghiandole paratiroidi e i nervi laringei inferiori o ricorrenti.

## Interventi chirurgici
La chirurgia della tiroide comprende essenzialmente:
- tiroidectomia: asportazione di tutta la tiroide;
- emitiroidectomia o loboistmectomia tiroidea: asportazione di metà tiroide;
- enucleoresezione: asportazione del solo nodulo tiroideo e di una minima quota di tessuto circostante.

L'asportazione può essere:
- totale: completa, senza lasciare un residuo di tessuto tiroideo;
- subtotale: incompleta, lasciando un residuo. Questo residuo viene lasciato dal chirurgo per tenersi alla larga dal nervo laringeo inferiore (o ricorrente), per evitare danni alla voce.

La tiroidectomia totale rappresenta l’intervento d’elezione in quanto permette di asportare tutte le masse neoplastiche presenti, di eseguire successivi trattamenti ablativi. La lobectomia totale viene poco utilizzata, soprattutto per la frequente multifocalità della neoplasia. L’enucleoresezione, la lobectomia parziale (asportazione del nodulo tiroideo con una maggiore porzione di parenchima tiroideo) e la tiroidectomia subtotale (rimozione bilaterale di più della metà della ghiandola da entrambi i lati e dell’istmo) sono interventi ritenuti inadeguati, per l’elevata percentuale di recidive e per la frequente necessità di reintervento.
L'approccio chirurgico può essere:
- tradizionale: attraverso un ampio taglio alla base del collo;
- mininvasivo: dal 1998 gli interventi di emitiroidectomia e di tiroidectomia possono essere eseguiti anche con tecniche endoscopiche, la più affermata delle quali è la tiroidectomia videoassistita o MIVAT (mini-invasive video assisted thyroidectomy, che significa tiroidectomia mini-invasiva video-assistita) attualmente eseguita da pochi centri specializzati. Recentemente sono stati introdotte tecniche mininvasive percutanee di ablazione (con laser o radiofrequenza) dei noduli tiroidei.
- robotico transascellare: la tiroidectomia robotica trans-ascellare consiste nell'operare la tiroide attraverso un'incisione ascellare con l'ausilio di un robot chirurgico. Questa tecnica consente di lasciare il collo privo di cicatrici.

## Tiroidectomia

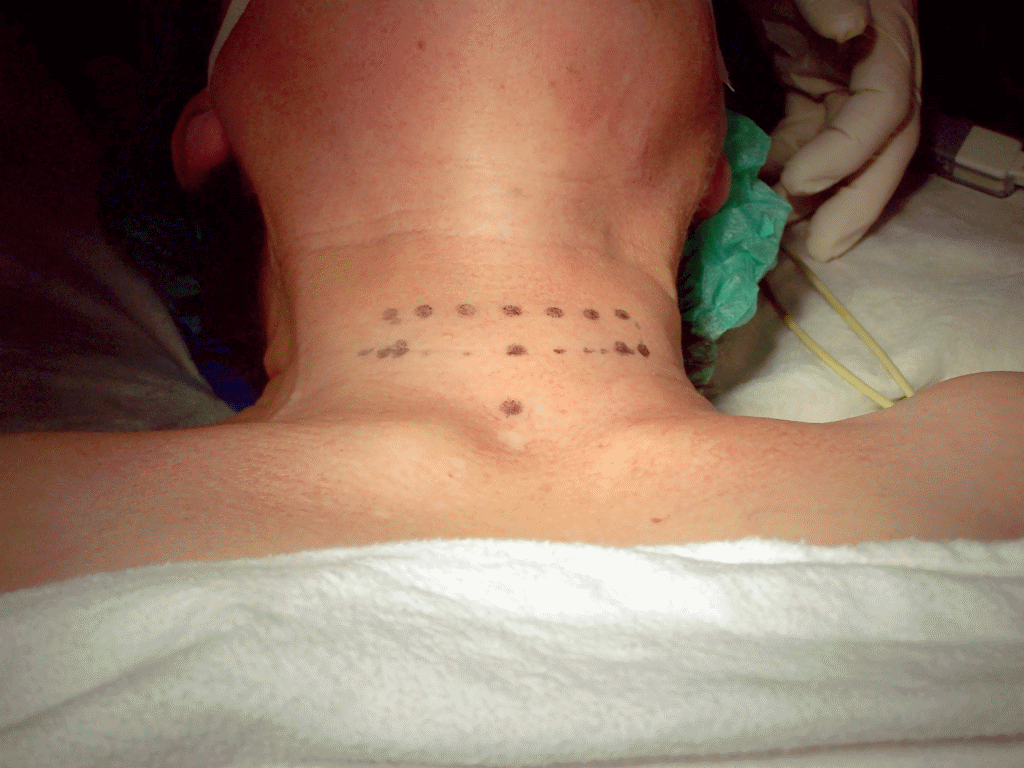
Due possibili linee di incisione a collare secondo Kocher

La tiroidectomia è l'intervento chirurgico per l'asportazione della tiroide in maniera completa (totale) o incompleta (subtotale) specificando il lato in cui viene lasciato un residuo tiroideo.
Questo intervento viene eseguito comunemente per gozzo multinodulare, tumore della tiroide, e ipertiroidismo (malattia di Graves-Basedow nei casi non passibili di terapia radiometabolica, struma basedowizzato).
La tecnica chirurgica prevede una incisione cutanea alla base del collo in sede anteriore, generalmente praticata due dita sopra la fossetta del giugulo ("cervicotomia a collare secondo Kocher"). Si procede quindi alla preparazione e alla sospensione del lembo muscolocutaneo superiore per via smussa sul platisma, alla sezione del rafe mediano, divaricazione dei muscoli pre-tiroidei, esposizione e dissezione extracapsulare della tiroide con interruzione dei peduncoli vascolari (che possono venire sezionati tra legature o clip metalliche, o coagulati con apparecchi emostatici) e preservazione della ghiandole paratiroidi (generalmente due per lato) e dei nervi laringei inferiori o ricorrenti (uno per lato). L'intervento si conclude con la ricostruzione del piano muscolare (muscolo sternotiroideo e sternoioideo di ogni lato) e con la sutura del muscolo platisma unitamente al piano sottocutaneo, e della cute. A seconda dei casi vengono posizionati uno o due drenaggi talora in aspirazione, lateralmente o inferiormente alla ferita, per facilitare l'accollamento dei piani e per rimuovere eventuali secrezioni sierose ed ematiche nelle logge. Il drenaggio abitualmente si rimuove dopo 24-48 ore.
Vi sono tuttavia condizioni patologiche per cui si rende necessario allargare il campo operatorio con una sternotomia mediana. Tali situazioni sono principalmente rappresentate da gozzi cosiddetti "immersi" (ampiamente estesi al di sotto dello stretto toracico superiore), con impossibilità di lussazione esterna dei lobi per via unicamente cervicotomica. Inoltre, la sternotomia è indicata anche per un tentativo di radicalità oncologica, quando possibile, in casi di neoplasie nel contesto del gozzo immerso che infiltrano le strutture mediastiniche.

### Complicanze della tiroidectomia totale

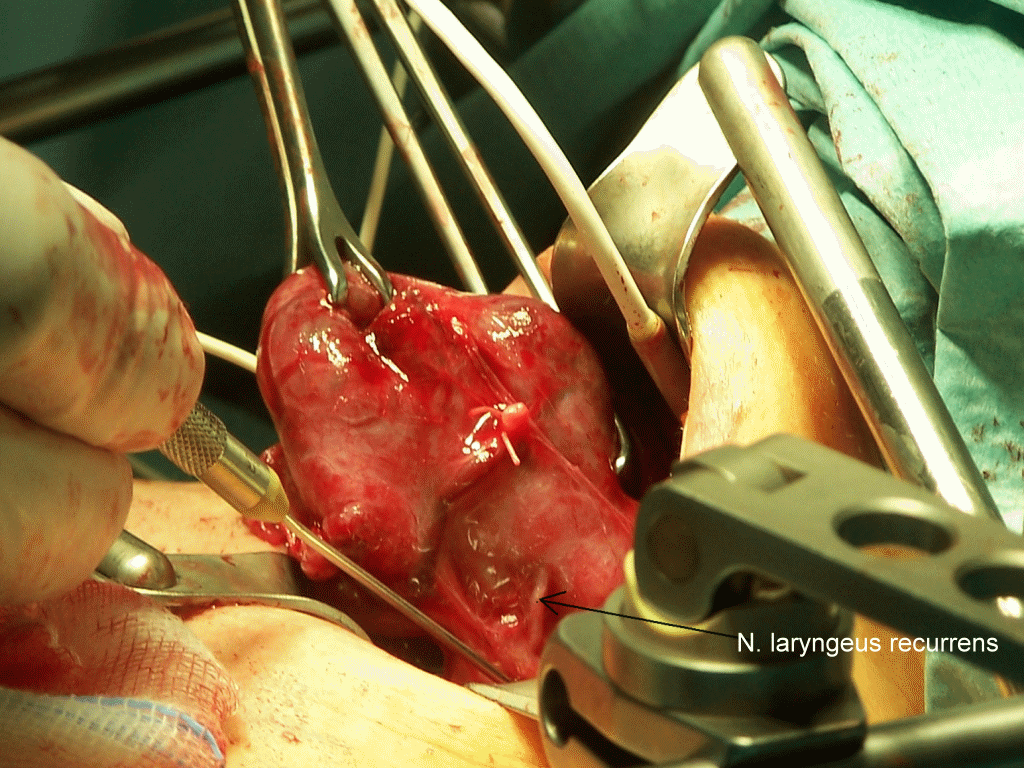
Durante l'operazione viene monitorata la funzionalità del nervo laringeo ricorrente

- L'emorragia: il sangue si può raccogliere nel collo e comprimere le vie respiratorie. In tal caso la ferita va riaperta e il paziente va rioperato immediatamente. Raramente vi sono perdite di entità tale da richiedere una trasfusione di sangue.
- L'ipoparatiroidismo: consiste nella scarsa funzionalità delle ghiandole paratiroidi, deputate a mantenere un adeguato livello di calcio nel sangue. Dopo tiroidectomia l'ipoparatiroidismo si verifica molto frequentemente in quanto le ghiandole paratiroidi condividono gli stessi vasi che nutrono la tiroide e che vengono sezionati per asportarla. In genere, dopo l'intervento, vengono fatti dei prelievi di sangue per misurare la calcemia e/o il calcio ionizzato in modo da prevenirla con un'adeguata profilassi a base di calcio e vitamina D. L'ipoparatiroidismo si manifesta con dei formicolii alle dita delle mani o attorno alla bocca (in gergo tecnico chiamate "parestesie") e solo eccezionalmente con tetania paratireopriva. Normalmente l'ipoparatiroidismo persiste solo per pochi giorni dopo l'intervento, quindi si ha il ripristino spontaneo dei fisiologici valori di calcemia. Solo in rari casi (completa asportazione di tutte le ghiandole paratiroidee) è necessaria una terapia con calcio "a vita".
- L'ipotiroidismo.
- La lesione di uno o di entrambi i nervi laringei ricorrenti. Le lesioni dei nervi ricorrenti portano alla paralisi delle corde vocali producendo un'alterazione del timbro della voce. Si può inoltre ridurre lo spazio respiratorio al punto che può essere necessario eseguire una tracheostomia per aprire una via respiratoria alternativa a quella naturale.
- La lesione di uno o di entrambi i nervi laringei superiori.
- Pneumotorace: complicanza molto rara, talora osservata in caso di lesione della cupola pleurica in corso di asportazione di voluminosi gozzi cosiddetti "immersi", ossia estesi al di sotto dello stretto toracico superiore. Spesso di lieve entità, raramente necessita di posizionamento di tubo di drenaggio toracico. Può essere accompagnato a pneumomediastino e/o a enfisema sottocutaneo.
- Lesioni tracheali: complicanze anch'esse di raro riscontro. Possono prodursi durante la manovra di scollamento della ghiandola dal sottostante piano tracheale anteriore, nel corso della sezione del legamento sospensore della tiroide o legamento di Berry. Tali lesioni risultano relativamente più frequenti in pazienti con condizioni patologiche preesistenti, quali la tracheomalacia, o in caso di scollamento di tumori tiroidei infiltranti il piano tracheale. Può riscontrarsi inoltre, in seguito a una eccessiva diatermocoagulazione in prossimità o a livello del piano tracheale (per inesperienza del chirurgo o per cospicuo sanguinamento intra-operatorio - es. nella malattia di Basedow); tali manovre possono infatti danneggiare la vascolarizzazione degli strati dell'organo, comportando necrosi su base ischemica.
- Lesioni del dotto toracico: anche questa infrequente complicanza può essere osservata in seguito all'asportazione di gozzi endotoracici e/o linfoadenectomie allargate, generalmente per lesione del dotto al suo sbocco nella vena succlavia di sinistra.
- Crisi tireotossiche: le manovre di trazione e spremitura della ghiandola nel corso dell'intervento chirurgico possono provocare un'aumentata immissione in circolo degli ormoni tiroidei; sono più facilmente riscontrabili in patologie da iperfunzione tiroidea (malattia di Basedow) e si manifestano tipicamente con tachicardia, sudorazione, agitazione psicomotoria, tremori diffusi di vario grado fino, raramente, allo scompenso cardiaco acuto (specie in individui con preesistente malattia cardiaca di base). La sintomatologia si protrae generalmente per pochi giorni dall'intervento, fino a esaurirsi spontaneamente; crisi tireotossiche importanti vanno tuttavia trattate con farmaci quali metimazolo e beta-bloccanti. Uno stratagemma per prevenire la loro comparsa è la somministrazione di gocce di soluzione di Lugol nei giorni precedenti la tiroidectomia. Tale composto, oltre a inibire l'increzione di ormoni tiroidei, conferisce una maggiore compattezza al parenchima ghiandolare (che nella malattia di Basedow è generalmente più friabile e ipervascolarizzato) e ne riduce la vascolarizzazione, in modo da facilitare le manovre chirurgiche e diminuire il sanguinamento intraoperatorio.[8]

## Emitiroidectomia
Complicazioni:
- emorragia;
- ipotiroidismo: l'emitiroide lasciata può essere incapace di produrre ormoni tiroidei in quantità adeguate;
- lesione del nervo laringeo inferiore dal lato operato;
- lesione del nervo laringeo superiore.[8]